# Morpheus
 Ikke at forveksle med Morfeus.
Morpheus er en fiktiv person i The Matrix-franchiset. Han spilles af Laurence Fishburne i de første tre film, og af Yahya Abdul-Mateen II i The Matrix Resurrections.
Det er takket være ham, at oprørsbevægelsen mod maskinerne og deres kunstige Matrix-verden, finder "den udvalgte", Neo. 
Morpheus møder en vis skepsis overfor hans urokkelige tro, men ikke desto mindre gør han og Neo denne skepsis til skamme, da Neo viser sig at besidde evner, ingen havde troet mulige – og i sidste ende lykkes det ham da også at standse krigen og opnå fred med maskinerne, dog ikke uden selv at måtte lade livet i kampen.
Lana og Lilly Wachowski, skaberne af franchiset, instruerede Fishburne til at basere sit skuespil på figuren Morpheus fra Neil Gaimans tegneserier The Sandman. Navnet Morpheus kommer fra drømmenes gud fra græsk mytologi, på dansk kaldt Morfeus.